# Önkéntes munka
Az önkéntes munka  mások által ki nem kényszerített, el nem rendelt, nem kötelező, kifejezetten személyes akaratból született, közvetlen anyagi haszonnal nem járó tevékenység mások számára, amelyért az önkéntes munkát végző személy nem vár ellenszolgáltatást, viszonzást.
Az önkéntes nem elsősorban saját családjának segít, munkálkodása hozzáadott értékként jelenik meg a fogadó szervezet életében. A tevékenység megvalósulhat nonprofit, civil szervezet, vagy állami intézmény-, ritkább esetben for-profit szervezet (cégek, vállalkozások) keretein belül.

## Indítékai lehetnek
- Altruizmus
- Racionalitás (érték-, cél- vagy tradicionális racionalitás, érintettség)
- Közösség nyomására végzett munka pl. társadalmi munka: kommunista szombat
- Személyes presztízs növelése
- Megtapasztalt hiányosság a társadalmi együttélés valamely területén. pl. környezet - állatvédelem, közbiztonság stb.